# Wojewódzka Biblioteka Publiczna i Centrum Animacji Kultury w Poznaniu

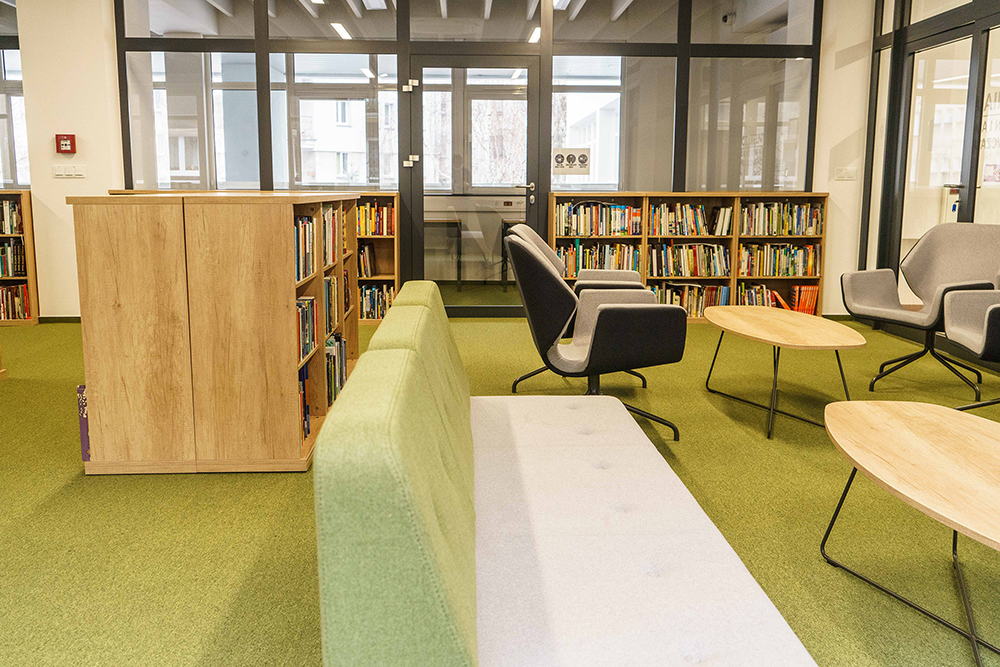
Czytelnia Pracowni Krajoznawczej WBPiCAK w Poznaniu

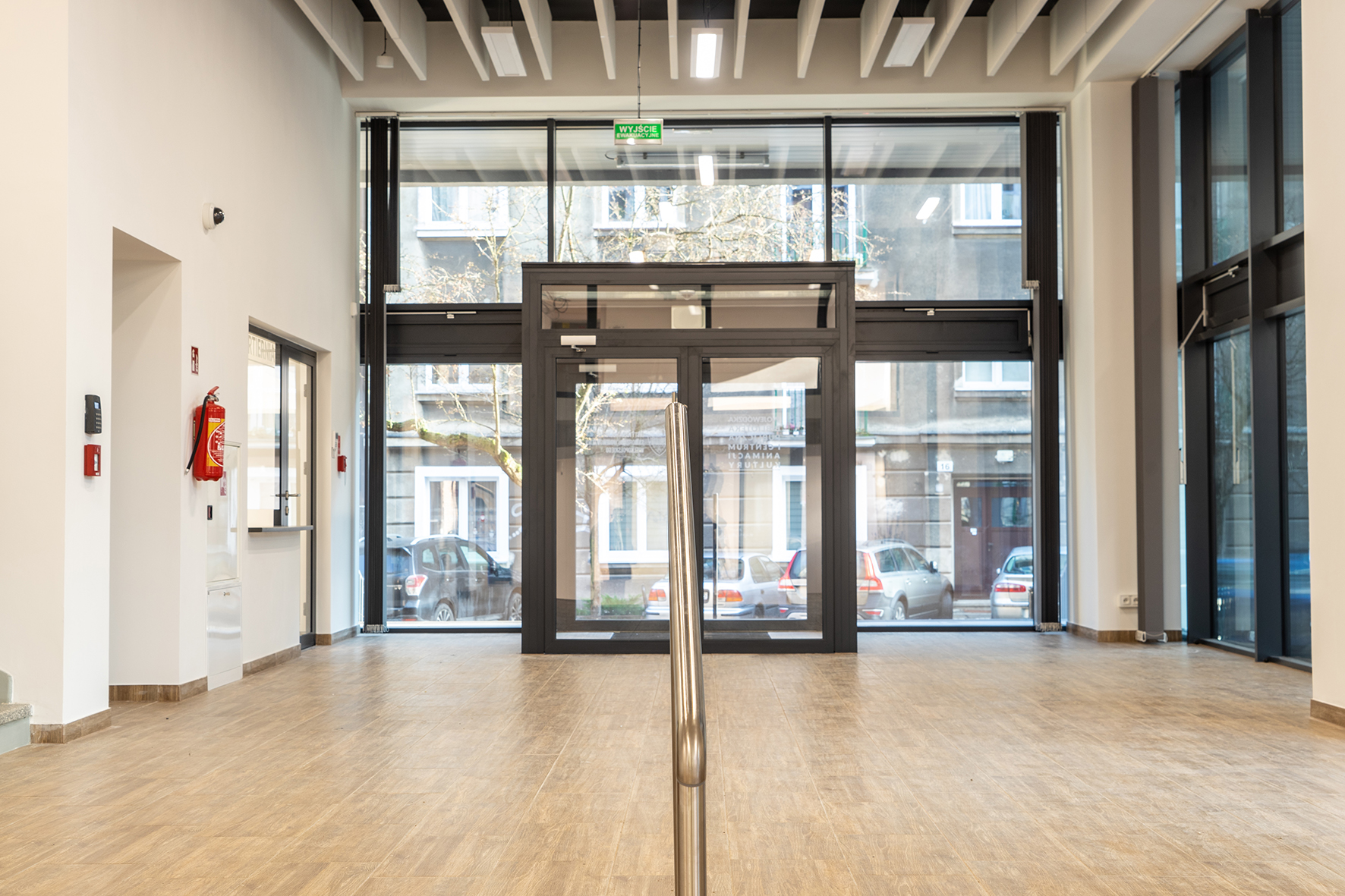
Hol przy wejściu głównym do WBPiCAK w Poznań.

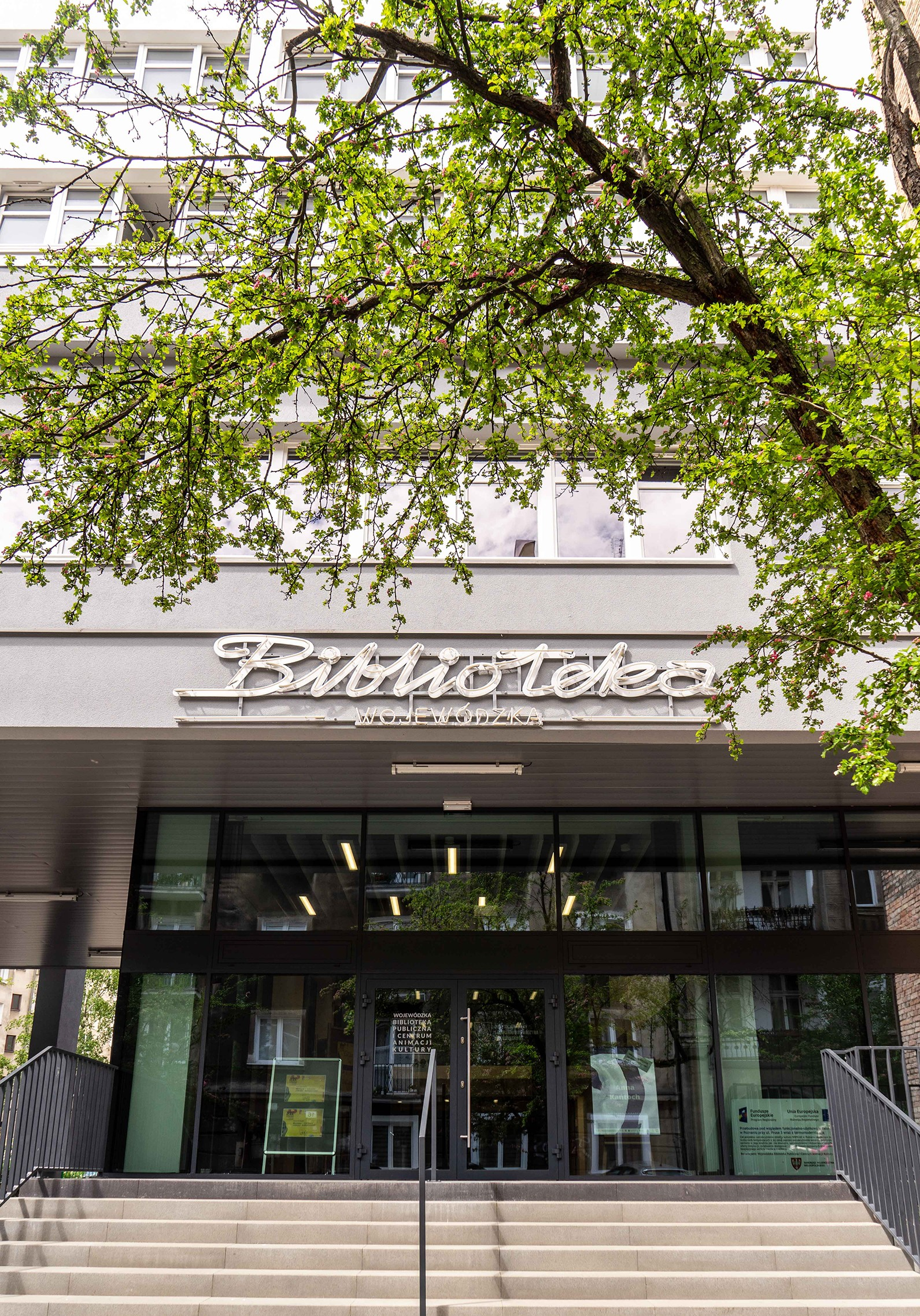
Wejście główne do budynku WBPiCAK, ul. Prusa 3 w Poznaniu.

Wojewódzka Biblioteka Publiczna i Centrum Animacji Kultury w Poznaniu – biblioteka publiczna i zarazem instytucja promująca rozwój kultury z siedzibą w Poznaniu na Jeżycach przy ulicy Bolesława Prusa 3, będąca następcą prawnym dawnej Wojewódzkiej Biblioteki Publicznej w Poznaniu, istniejącej od 1948 r.

## Historia

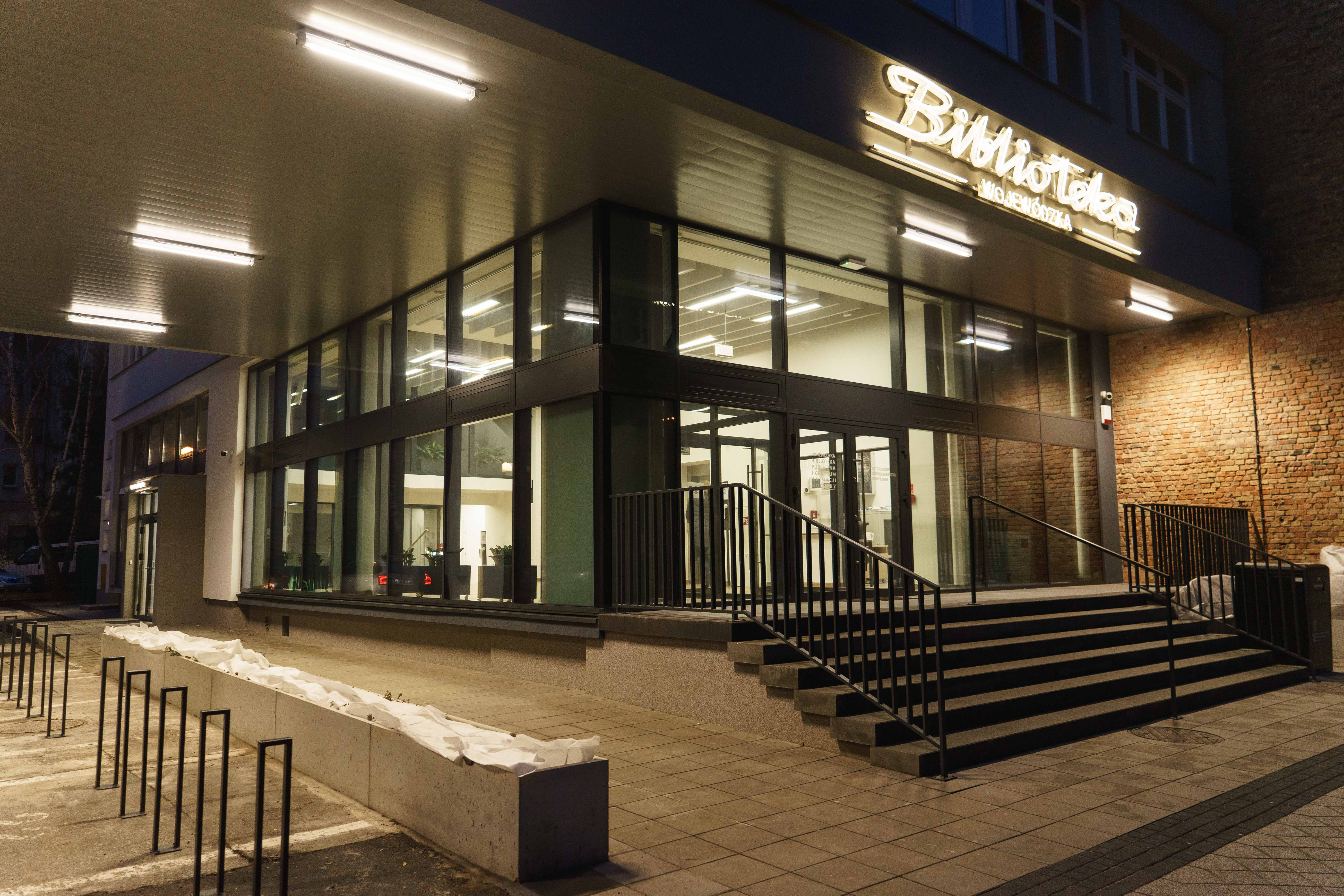
Budynek WBPiCAK nocą, ul. Prusa 3 w Poznaniu.

## Historia[1]

### Początki (1948-1957)
Wojewódzka Biblioteka Publiczna w Poznaniu powstała w wyniku zarządzenia wojewody poznańskiego z 12 maja 1947 roku. Poznański Wydział Wojewódzki zlecił organizację placówki swojemu pracownikowi, Stanisławowi Pytlińskiemu.
Zorganizowaną działalność WBP podjęła w 1948 roku. W styczniu Stanisław Pytliński objął funkcję kierownika, otrzymał także dodatkowy etat dla bibliotekarza-instruktora oraz pokój w siedzibie Poznańskiego Związku Samorządowego przy ul. 23 Lutego 7a. W końcu 1949 roku biblioteka zatrudniała 5 pracowników i dysponowała księgozbiorem w liczbie 10 609 tomów. W początkowym okresie jej działalność to głównie gromadzenie i opracowanie książek oraz wypożyczanie ich czytelnikom.
W grudniu 1949 roku WBP w Poznaniu przejęta została przez Kuratorium Okręgu Szkolnego Poznańskiego podległe Ministerstwu Oświaty. 16 lutego 1950 roku pełniący obowiązki kierownika WBP Stanisław Pytliński otrzymał stanowisko zastępcy dyrektora.
W 1951 roku zwiększono liczbę etatów do 12 i stworzono strukturę 3 działów: organizacyjno-administracyjnego, gromadzenia, opracowania i udostępniania zbiorów oraz instrukcyjno-metodycznego. W związku z wyłączeniem sieci bibliotek publicznych z kompetencji Ministerstwa Oświaty i przekazaniem ich Ministerstwu Kultury i Sztuki, 1 lipca 1951 roku Rada Ministrów podjęła uchwałę o podporządkowaniu WBP Wydziałowi Kultury przy Prezydium Wojewódzkiej Rady Narodowej w Poznaniu. W grudniu tego roku władze mianowały na stanowisko dyrektora biblioteki mgr. Leona Pawlaka, który pełnił tę funkcję do 1960 roku.
Zasadnicze zmiany przyniósł rok 1954, kiedy to w wyniku decyzji centralnych nastąpiło połączenie biblioteki wojewódzkiej z miejską, które z dniem 1 stycznia 1955 roku dało początek Wojewódzkiej i Miejskiej Bibliotece Publicznej im. E. Raczyńskiego w Poznaniu. Sytuacja ta trwała do końca 1956 roku. W związku z wyodrębnieniem Poznania jako miasta wojewódzkiego nastąpił rozdział bibliotek i powrót do poprzedniego stanu.

### Nowy statut - nowe zmiany
Od 1957 roku Wojewódzka Biblioteka Publiczna, w oparciu o nowy statut, działa znowu jako samodzielna placówka na rzecz bibliotek publicznych województwa poznańskiego. Doskonaliła swoją działalność wpływając na rozwój sieci placówek i poziom pracy bibliotek publicznych. Podejmuje akcje pomocy na rzecz uczących się i studiujących, głównie w systemie zaocznym, rozwija działalność oświatową i wydawniczą.
W 1960 roku funkcję dyrektora objęła Zofia Wieczorek. W tym samym roku poznańska WBP zorganizowała pierwszy w sieci bibliotek publicznych magazyn rezerw bibliotecznych w Siedlcu, który początkowo działał w ramach Działu Gromadzenia i Opracowania Zbiorów, a od 1963 roku funkcjonował jako samodzielny Dział Rezerw Bibliotecznych. W skład jego zbiorów wchodziły: dublety, dekomplety, druki zbędne, zdezaktualizowane lub nie odpowiadające strukturze księgozbiorów poszczególnych bibliotek. Ze zgromadzonych tam publikacji korzystały także placówki spoza terenu województwa poznańskiego.
W 1964 roku funkcję dyrektora WBP objął mgr Franciszek Łozowski, który kierował biblioteką przez 27 lat. W 1992 roku zastąpiła go na tym stanowisku mgr Zofia Platkiewicz, a od 1998 roku funkcję dyrektora pełni mgr Helena Bednarska.
W grudniu 1967 roku Wojewódzka Biblioteka Publiczna w Poznaniu otrzymała pierwsze samodzielne pomieszczenie w ówczesnym Pałacu Kultury, które pozwoliło na lepszą organizację i rozwinięcie nowych form pracy.
1 lutego 1968 roku powstał Dział Informacyjno-Bibliograficzny, którego celem była pomoc w zaspokajaniu potrzeb informacyjnych bibliotek publicznych województwa. Służyły temu szkolenia i konsultacje dla pracowników bibliotek, a także rozmaite opracowania informacyjne, metodyczne i bibliograficzne, które stanowiły pomoc w organizacji pracy z czytelnikiem i działalności kulturalno-oświatowej bibliotek. Większość z nich miała charakter okazjonalny i zawierała wskazówki i propozycje w zakresie form pracy z czytelnikami, zwłaszcza z dziećmi (scenariusze lekcji bibliotecznych, wieczorów literackich itp.) a także pracy typowo bibliotecznej (np. organizacji, doboru i porządkowania zbiorów).
Wymienionym celom służyły także dwa czasopisma, których publikację rozpoczęła WBP w tym okresie. "Informator Bibliotekarza Wielkopolskiego", wydawany w latach 1967–1972 stanowił płaszczyznę współpracy i wymiany doświadczeń bibliotek a Poradnik Informacyjno-Bibliograficzny (obecnie "Poradnik Bibliograficzno-Metodyczny") od 1968 roku służy pomocą w pracy bibliotecznej i informacyjnej.
Na upływ czasu i możliwości wykorzystania środków technicznych w działalności wydawniczej wskazuje szata edytorska publikacji. Maszynopisy powielone zastąpiły dziś wydruki komputerowe lub profesjonalny druk, który zapewnia im większą trwałość.
W latach sześćdziesiątych kształtował się także profil zbiorów WBP, które miały służyć głównie wypożyczeniom międzybibliotecznym. Poza Magazynem Rezerw, dzięki któremu biblioteki mogły bezpłatnie uzupełniać swój księgozbiór, biblioteka udostępnia w ten sposób książki naukowe i popularnonaukowe, klasyczną i współczesną literaturę polską, a także zbiory o charakterze regionalnym. W księgozbiorach podręcznych poszczególnych działów gromadzi nowe wydania encyklopedii, słowników oraz informatorów i bibliografii z różnych dziedzin wiedzy. Przez lata starannego doboru powstał w ten sposób księgozbiór o charakterze humanistyczno-społecznym, który dobrze służy czytelnikom, zwłaszcza w procesie edukacji i doskonalenia zawodowego.

### Dział Instrukcyjno-Metodyczny
W obrębie WBPiCAK od 1951 r. funkcjonuje Dział Instrukcyjno – Metodyczny, który realizuje jedne z najważniejszych celów statutowych biblioteki wojewódzkiej i sprawuje opiekę merytoryczną nad bibliotekami publicznymi województwa. Jest to grupa 655 placówek z 31 wielkopolskich powiatów: 229 bibliotek i 426 filii bibliotecznych (dane za 2020 r.)
Główne zadania Działu to:
- współpraca z siecią bibliotek województwa wielkopolskiego,
- wsparcie merytoryczne dla bibliotek publicznych w woj. wielkopolskim, udzielane w formie zdalnej i bezpośrednio poprzez wyjazdy do bibliotek (średnio 150 rocznie),
- organizacja i prowadzenie różnych form doskonalenia zawodowego dla bibliotekarzy: projektów edukacyjnych, szkoleń, wykładów, warsztatów, konferencji, kursów e-lerningowych,
- przygotowanie materiałów metodycznych i szkoleniowych,
- opracowanie statystyk i analiz dotyczących działalności wielkopolskich bibliotek oraz ich publikacja,
- realizacja i koordynacja projektów dla bibliotekarzy o zasięgu lokalnym, ogólnopolskim i międzynarodowym,
- opiniowanie kwestii formalno-organizacyjnych dotyczących bibliotek: zmian instytucjonalnych, np. łączenia z innymi instytucjami kultury, likwidacji, reorganizacji sieci bibliotecznej,
- kreowanie wizerunku bibliotek publicznych w Wielkopolsce, prowadzenie lobbingu na ich rzecz,
- popularyzacja nowoczesnych metod promocji książki i biblioteki,
- organizacja imprez promujących książkę i czytelnictwo (m.in. konkursy, spotkania autorskie, warsztaty interdyscyplinarne),
- integracja środowiska bibliotekarskiego,
- prowadzenie bazy danych sieci bibliotek samorządowych województwa,
- współpraca z Biblioteką Narodową, Ministerstwem Kultury, Dziedzictwa Narodowego i Sportu, Stowarzyszeniem Bibliotekarzy Polskich, Instytutem Książki w ogólnokrajowych projektach bibliotecznych.
W latach 1975–2008 przy bibliotece działała Filia Pomaturalnego Studium Bibliotekarskiego Zaocznego  CEBiD w Warszawie (Centrum Edukacji Bibliotekarskiej, Informacyjnej i Dokumentacyjnej), która przez lata swojej działalności umożliwiała pracownikom bibliotek zdobycie kwalifikacji zawodowych, stanowiąc często impuls do dalszej edukacji na poziomie wyższym. Obecnie pracownicy wielkopolskich bibliotek mogą korzystać z szerokiej i bezpłatnej oferty szkoleń, wykładów, kursów przygotowanych przez WBPiCAK.

### Reformy w bibliotece
Zmiany w działalności i formach pracy Biblioteki Wojewódzkiej związane były także z reorganizacją sieci bibliotek publicznych zależnej od struktury administracyjnej kraju. Reformy administracji przeprowadzone w okresie powojennym skutkowały powołaniem lub likwidacją powiatów (a co za tym idzie, bibliotek powiatowych) nie powodowały jednakże, po 1951 roku, generalnej zmiany terenu objętego opieką merytoryczną WBP.
Dopiero reforma z 1975 roku przyniosła podział województwa poznańskiego na pięć mniejszych jednostek powodując wyłączenie sieci bibliotek w województwach kaliskim, konińskim, leszczyńskim i pilskim z kompetencji Biblioteki Wojewódzkiej w Poznaniu.
Reforma administracyjna z 1999 roku i powstanie województwa wielkopolskiego stanowiło swoisty powrót do stanu sprzed 1975 roku. Ponad dwudziestoletni okres działalności bibliotek w województwach na terenie Wielkopolski nie osłabił jednakże więzi z Biblioteką Wojewódzką w Poznaniu, która stanowi obecnie dobrą płaszczyznę współpracy z bibliotekami powiatowymi. Przykładem współdziałania bibliotek publicznych w Wielkopolsce było objęcie całego obszaru regionu pracami nad bibliografią regionalną, którą podjął Oddział Bibliografii Regionalnej zorganizowany w ramach Działu Informacyjno-Bibliograficznego w 1982 roku. Pierwszy tom "Bibliografii Regionalnej Wielkopolski" za rok 1980 ukazał się w 1986 roku jako publikacja Państwowego Wydawnictwa Naukowego – Oddział w Poznaniu. Prace nad bibliografią regionalną to równocześnie przykład współpracy z bibliotekami spoza sieci bibliotek publicznych, zwłaszcza z Biblioteką Uniwersytecką w Poznaniu. W początkowym okresie prace nad bibliografią regionalną prowadzone były równolegle dla części retrospektywnej przez zespół Biblioteki Uniwersyteckiej i części bieżącej przez zespół Biblioteki Wojewódzkiej, która była jednocześnie nakładcą obu segmentów bibliografii. Obecnie "Bibliografia Regionalna Wielkopolski" to baza danych, która powstaje w programie SOWA 2 i dostępna jest on line na stronie internetowej biblioteki oraz publikowana w zeszytach za poszczególne lata, a także na platformie WBC.
Od 1983 roku działa w bibliotece stale modernizowana baza poligraficzna umożliwiająca publikację czasopism, opracowań bibliograficznych, metodycznych i regionalnych, które z biegiem lat wzbogacają ofertę dla bibliotekarzy i czytelników.

### Dokumentowanie życia regionu
Od 1993 roku funkcjonuje w obrębie WBP redakcja "Kroniki Wielkopolski", czasopisma wydawanego wcześniej przez Urząd Wojewódzki w Poznaniu. Do współpracy z redakcją i towarzyszącą pismu serią wydawniczą Biblioteka "Kroniki Wielkopolski" udało się pozyskać wybitnych historyków, regionalistów, krajoznawców, a także specjalistów z różnych dziedzin, którzy publikują swoje prace nie tylko na łamach kwartalnika ale także w profesjonalnym wydawnictwie o znaczącym już dziś dorobku. Lista publikacji wydawnictwa to ponad 250 opracowań głównie o tematyce regionalnej, historycznej i współczesnej. Znajdziemy wśród nich biografie wybitnych Wielkopolan, monografie miast i wsi, przewodniki turystyczne i krajoznawcze, które tworzą cykle tematyczne w obrębie Biblioteki "Kroniki Wielkopolski". Uznanie czytelników zyskała seria "Wielkopolska Biblioteka Krajoznawcza", która dobrze służy edukacji i wędrówkom po regionie. W ostatnich latach wydawnictwo podjęło trudne zadanie popularyzacji poezji współczesnej, zwłaszcza autorów regionalnego środowiska literackiego oraz prezentację ciekawych zakątków i zabytków w starannie wydanych publikacjach albumowych. Miarą sukcesów wydawnictwa są liczne nagrody i wyróżnienia otrzymane w niedługim okresie jego działalności. Historia i współczesność Wielkopolski ma w publikacjach Wojewódzkiej Biblioteki Publicznej w Poznaniu swoje stałe miejsce. Do grupy czasopism o długiej tradycji ("Poradnik Bibliograficzno-Metodyczny", "Kronika Wielkopolski", "Wielkopolskie Zeszyty Folkloru") dołączyła w 2003 roku "Panorama Wielkopolskiej Kultury", kolorowy miesięcznik, który stanowi źródło informacji na temat dokonań i ciekawych inicjatyw placówek kultury w województwie, a następnie "Wielkopolski Informator Kulturalny" oraz czasopismo "Turysta Wielkopolski" wydawane w latach 2006–2007. Dorobek wydawniczy Wojewódzkiej Biblioteki Publicznej to także nowoczesne opracowania informacyjne (w tym cykl publikacji o działalności instytucji, placówek kulturalnych, mediów, zespołów i organizacji wspomagających działalność kulturalną, kalendarze imprez, materiały z konferencji oraz katalogi i foldery towarzyszące organizowanym imprezom).

### Automatyzacja biblioteki
Istotną zmianę w działalności biblioteki wojewódzkiej przyniosła w 1993 roku komputeryzacja i wdrożenie programu SOWA w różnych formach pracy. Zastosowana początkowo w opracowaniu zbiorów otworzyła z czasem nowe możliwości w działalności bibliograficznej, szkoleniowej, wydawniczej i informacyjnej, a po zastosowaniu Internetu także w zakresie komunikacji bibliotecznej i obsługi czytelników.
Automatyzacja prac i nowoczesne środki łączności pozwalają nie tylko realizować współczesne funkcje biblioteki szybciej, lepiej i taniej, pozwalają także na bliską współpracę z bibliotekami i użytkownikami indywidualnymi z różnych zakątków kraju. Biblioteki publiczne województwa tworzą sukcesywnie własne bazy komputerowe, co rodzi potrzebę szkolenia kolejnych grup bibliotekarzy. W tym celu utworzono w WBP salę komputerową, w której organizowane są kursy w zakresie wdrażania programów komputerowych w bibliotekach i wszelkich aspektów ich zastosowania w pracy bibliotecznej. Przykładem efektów pracy w tej dziedzinie jest "Katalog rozproszony bibliotek województwa wielkopolskiego" – nowoczesna forma katalogu centralnego dostępna w Internecie.

### WBPiCAK w sieci
Strona internetowa biblioteki zawiera nie tylko aktualną informację na temat własnej działalności, udostępnia także on line różne bazy danych (m.in. katalog zbiorów i Bibliografię Regionalną Wielkopolski). Łączność internetowa stanowi także wielkie ułatwienie we współpracy z Instytutem Herdera w Marburgu realizowanej przez Pracownię Bibliografii Regionalnej. Od 2002 roku zespół pracowni przygotowuje materiały bibliograficzne na temat historii Wielkopolski jako fragment bazy danych "Bibliografii Historii Europy Środkowo-Wschodniej".

### Animacja Kultury
Rok 1994 przyniósł znaczącą zmianę w strukturze WBP. Powstanie Działu Animacji Kultury dało początek bliższej współpracy z pracownikami ośrodków kultury i muzeów regionalnych oraz animatorami kultury w regionie. Efektem tych działań jest bogata i z różnicowana działalność w zakresie popularyzacji sztuki fotograficznej (np. "Wielkopolska Press Photo"), sztuki filmowej (np. "Wielkopolskie Porównania Filmowe"), kultury ludowej (np. "Ogólnopolskie Konfrontacje Kapel Dudziarskich", Wojewódzkie Przeglądy Folklorystyczne), muzyki, teatru i plastyki oraz publikacje multimedialne, które dokumentują historię i dziedzictwo kulturowe regionu (seria " Wydarzyło się w Wielkopolsce", "Wideoteka Folkloru Wielkopolskiego", "Wielkopolskie Zeszyty Folkloru").
Od 1999 roku jako Centrum Animacji Kultury ten segment działalności odzwierciedlony został w nazwie biblioteki. Uznaniem i popularnością, także międzynarodową cieszy się Zespół Folklorystyczny "Wielkopolanie", zdobywca wielu nagród na przeglądach i festiwalach, laureat Nagrody im. Oskara Kolberga i tytułu Mecenasa Kultury Ludowej w Polsce. Stanowi swoistą wizytówkę biblioteki i ma swoje miejsce wśród jej inicjatyw kulturalnych.

### Pracownia Krajoznawcza
Od 1995 roku WBP prowadziła we współpracy z Poznańskim Oddziałem PTTK Regionalną Pracownię Krajoznawczą - ciekawą formę popularyzacji walorów turystycznych Poznania i Wielkopolski. Wśród licznych zadań pracowni warto zauważyć prelekcje i spotkania, a także wycieczki po regionie organizowane w cyklach tematycznych "Poznań bez tajemnic" i "Wielkopolska bez tajemnic". Od 2006 roku pracownia funkcjonuje w ramach Działu Informacji Bibliograficznej i Regionalnej oferując zbiory o charakterze regionalnym i krajoznawczym w nowoczesnej czytelni ze stanowiskami komputerowymi z dostępem do Internetu. Działalność Pracowni Krajoznawczej to przykład poszukiwania nowych form pracy w zmieniającej się rzeczywistości. Przez kilkadziesiąt lat działalności WBP w Poznaniu poza typowymi funkcjami wypracowała własne kierunki działania dotyczące np. czytelników niepełnosprawnych, organizując kursy i szkolenia z zakresu biblioterapii czy pedagogiki zabawy.

### Postęp techniki - digitalizacja
Od 2010 roku WBPiCAK jest jednym z uczestników projektu Wielkopolskiej Biblioteki Cyfrowej (www.wbc.poznan.pl) – pierwszej biblioteki cyfrowej w Polsce. Powstanie pracowni digitalizacyjnej (w 2010 r.) zapoczątkował projekt „Mecenat 2009” współfinansowany przez Ministerstwo Kultury i Dziedzictwa Narodowego oraz Samorząd województwa Wielkopolskiego. W ramach projektu zakupiono specjalistyczny sprzęt: wysokiej jakości skaner, komputery oraz oprogramowanie do budowy bibliotek cyfrowych – dLibra. W pracowni digitalizowane są przede wszystkim publikacje tworzące dziedzictwo kulturowe a zwłaszcza regionalia dotyczące Wielkopolski. Biblioteka oprócz swoich zbiorów skanuje i udostępnia na platformie WBC zbiory z bibliotek publicznych Wielkopolski, które posiadają cenne publikacje o charakterze regionalnym.

### WBPiCAK obecnie
Współczesna działalność WBPiCAK to różnorodne formy prac bibliotecznych, kulturalnych, edukacyjnych i informacyjnych. Część z nich to funkcje stałe, wypracowane w kolejnych etapach działalności, realizację innych zainspirowały nowe czasy. W bibliotece działał Punkt Informacji Europejskiej. Wypożyczalnię odwiedzają studenci wielu wyższych uczelni, które powstały w ostatnich latach.
W holu budynku przy ul. Prusa 3 można obejrzeć nie tylko ciekawe wystawy (np. "Objazdowa Galeria Wielkopolskiej Fotografii" czy "Wielkopolska Press Photo") ale także prace nagrodzone w różnych konkursach plastycznych. Od kontaktów z biblioteką nie stronią absolwenci Filii Centrum Edukacji Bibliotekarskiej Informacyjnej i Dokumentacyjnej, w której wykształcenie zawodowe zdobyły kolejne pokolenia bibliotekarzy. To niewątpliwie warte zauważenia sukcesy WBPiCAK. Kadra biblioteki to doświadczeni pracownicy o wysokich kwalifikacjach, którzy uczestniczą także w pracach różnych zespołów o charakterze ogólnokrajowym (m.in. poszczególnych sekcjach Stowarzyszenia Bibliotekarzy Polskich) oraz przygotowują referaty i wystąpienia na konferencje ogólnopolskie i międzynarodowe. Ich publikacje można znaleźć w prasie fachowej i opracowaniach z różnych dziedzin bibliotekarstwa. To dzięki ich fachowości, inwencji i pomysłowości, mimo trudnych warunków pracy biblioteka może pełnić swoje funkcje, proponować i realizować nowe programy. Miarą sukcesów pracowników i biblioteki jest Medal Stowarzyszenia Bibliotekarzy Polskich "Bibliotheca Magna - Perennisaque" przyznany w 1993 r. oraz certyfikat jakości "Dobre bo polskie" otrzymany w 2002 r. w V edycji Konkursu Towarzystwa im. Hipolita Cegielskiego
Siedziba WBPiCAK mieści się w budynku przy ul. Prusa 3 na poznańskich Jeżycach. W latach 2019–2020 został przeprowadzony gruntowny remont budynku przy ul. Prusa w ramach Projektu pn. „Przebudowa pod względem funkcjonalno-użytkowym całości obiektu w Poznaniu przy ul. Prusa 3 wraz z termomodernizacją”.

## Dyrektorzy Wojewódzkiej Biblioteki Publicznej i Centrum Animacji Kultury w Poznaniu[4]
- Stanisław Pytliński (od 27 I 1947 do 31 XI 1947)
- Leon Pawlak (od 1 XII 1952 do 31 sierpnia 1960)
- Zofia Wieczorek (od 1 IX 1960 do 10 XI 1964)
- Franciszek Łozowski (od 10 XI 1964 do 28 III 1991)
- Zofia Płatkiewicz (od 1 I 1992 do 31 VIII 1998)
- Helena Bednarska (od 1 X 1998 do 31 VIII 2018)
- p.o. Iwona Smarsz (od 1 IX 2018 do 30 VIII 2021)
- Małgorzata Grupińska-Bis (od 1 IX 2021)

## Działalność poszczególnych działów[5]
Do zadań WBPiCAK należą:
- Gromadzenie, opracowanie i udostępnianie materiałów bibliotecznych, ze szczególnym uwzględnieniem materiałów dotyczących własnego regionu,
- Digitalizacja publikacji tworzących dziedzictwo kulturowe (zwłaszcza regionaliów dotyczących Wielkopolski),
- Sprawowanie nadzoru merytorycznego nad działalnością sieci bibliotek publicznych w zakresie zadań wynikających z ustawy o bibliotekach,
- Udzielanie bibliotekom pomocy instrukcyjno-metodycznej i szkoleniowej,
- Prowadzenie monitoringu działalności bibliotek samorządowych oraz podejmowanie działań promujących czytelnictwo,
- Organizowanie obiegu wypożyczeń międzybibliotecznych oraz udostępnianie własnych zbiorów,
- Pełnienie funkcji ośrodka informacji biblioteczno-bibliograficznej wraz z wydaniem bibliografii,
- Nawiązywanie współpracy bibliotecznej z zagranicą w zakresie wymiany doświadczeń, organizacji i działalności merytorycznej instytucji bibliotecznych,
- Działania na rzecz ochrony i popularyzacji niematerialnego dziedzictwa kulturowego Wielkopolski,
- Prowadzenie doskonalenia zawodowego pracowników bibliotek w ramach współpracy z Biblioteka Narodową oraz innymi instytucjami powołanymi do prowadzenia tego typu działalności,
- Dokumentowanie ważniejszych wydarzeń artystyczno-kulturalnych,
- Prowadzenie działalności wydawniczej związanej z promocją regionu,
- Popularyzowanie krajoznawstwa regionu i prowadzenie dokumentacji w tym zakresie,
- Pomoc instrukcyjno-metodyczna i organizacyjna na rzecz amatorskiego ruchu artystycznego,
- Prowadzenie impresariatu artystycznego, organizowanie imprez, pomoc innym organizatorom w tym zakresie,
- Podejmowanie działań integracyjnych w sferze kultury dla osób niepełnosprawnych,
- Współpraca z samorządowymi jednostkami upowszechniania kultury w województwie wielkopolskim,
- Prowadzenie Zespołu Folklorystycznego „Wielkopolanie”,
- Współpraca w zakresie kultury ze stowarzyszeniami, związkami twórczymi i innymi organizacjami społecznymi,
- Gromadzenie dzieł sztuki stworzonych przez twórców związanych z Wielkopolską.

## Struktura (Działy WBPiCAK)[6]
- Dział Gromadzenia, Opracowywania i Udostępniania Zbiorów

- Pracownia Digitalizacji Zbiorów

- Dział Informacji Bibliograficznej i Regionalnej

- Pracownia Bibliograficzno-Informacyjna
- Pracownia Bibliografii Regionalnej
- Pracownia Krajoznawcza

- Dział Instrukcyjno-Metodyczny Bibliotek
- Dział Animacji Kultury 
  - Fotografia
  - Folklor
  - Zespół Folklorystyczny "Wielkopolanie"
- Wydawnictwo WBPiCAK. wbp.poznan.pl. [zarchiwizowane z tego adresu (2011-10-06)].
- Dział Organizacyjno-Administracyjny
- Rzecznik prasowy

## Nagrody i odznaczenia
- W 2018 r. biblioteka została wyróżniona statuetką "Dobosz Powstania Wielkopolskiego", przyznawaną przez Zarząd Główny Towarzystwa Pamięci Powstania Wielkopolskiego 1918/1919[7].